# Quercus delicatula
Quercus delicatula — вид рослин з родини букових (Fagaceae), поширений на сході Китаю.

## Опис
Досягає 13 метрів заввишки; кореневищний. Молоді пагони без волосся. Листки довгасто-еліптичні або іноді зворотно-еліптичні, 6–9 × 2–3.5 см; верхівка хвостата; основа клиноподібна; край цілий або трохи зубчастий біля верхівки; ніжка тонка, гола, 1–2 см. Період цвітіння: квітень — травень. Жолуді поодинокі або парні, еліпсоїдні, 20 мм завдовжки, 15 мм ушир; чашечка дуже тонка, 16 мм завдовжки, 18 мм ушир з 7–8 концентричними кільцями зубчастими біля основи, закриває 1/3 або 1/2 горіха; дозрівають першого року.

## Середовище проживання
Поширений на сході Китаю (Гуансі, Гуандун, Хунань). Росте на висотах від 300 до 700 метрів у змішаних мезофітних лісах.

## Загрози
Q. delicatula трапляється в районах, вразливих до урбанізації та перетворення земель. Вид може бути вразливим для місцевого збору дров.